# Salma El Moumni
Salma El Moumni, née en 1999 au Maroc, est une écrivaine francophone marocaine.
Son premier roman Adieu Tanger est récompensé du prix roman des étudiants France Culture 2024.

## Biographie
Salma El Moumni a grandi à Tanger. Elle se rend en France pour ses études à l’École normale supérieure de Lyon. Elle vit depuis à Paris.
En 2023, elle publie son premier roman Adieu Tanger, « un cri littéraire » rédigé à la seconde personne sur la condition des jeunes femmes et le poids des traditions. La protagoniste de cette fiction est une lycéenne contrainte de fuir la ville marocaine après avoir été victime de divulgation de photos intimes. Ce roman « questionne le pouvoir destructeur du regard des hommes, l’intimité, la liberté et l’exil ». 
Il remporte le prix roman des étudiants France Culture 2024.

## Romans
- Adieu Tanger, Éditions Grasset, 2023  (ISBN 9782246831983).

## Récompenses
- Prix roman des étudiants France Culture 2024